# برج میرگل
برج میرگل سوری میرگل (Borj-e mirgolSwrei)، روستایی است در بخش قرقری شهرستان هیرمند، استان سیستان و بلوچستان.
این روستا در۳۰  کیلومتری شمال شرقی زابل و ۸ کیلومتری شمال مارگان و در منطقهٔ دشت قرار دارد. ارتفاع آن از سطح دریا ۴۷۰ متر و آب و هوای آن گرم و خشک است.